# From Noon Till Midnight
From Noon Till Midnight (Da mezzogiorno a mezzanotte) è il titolo del singolo di debutto della showgirl Michelle Hunziker. Pubblicato il 12 novembre del 2006 dalla Sony BMG. Fu l'unico singolo estratto dal suo album di debutto, Lole.
Commercialmente il singolo si rivelò un insuccesso: anche l'album Lole, da cui è stato estratto, ebbe scarsi risultati. Dopo From Noon Till Midnight non venne estratto nessun altro singolo e la Hunziker venne licenziata dalla Sony BMG.

## Tracce
CD-Single (White 88697 02148 2 (Sony BMG) / EAN 0886970214827)
- CD Singolo 1

1. "From Noon Till Midnight" - Special Single Mix  - 3:12
2. "From Noon Till Midnight" - Video Classic Mix - 3:17

- CD Singolo 2

1. "From Noon Till Midnight" - Special Single Mix
2. "From Noon Till Midnight" - Video Classic Mix
3. "From Noon Till Midnight" - Special Extended Mix
4. "From Noon Till Midnight" - Karaoke Mix
5. "Fly"
6. "From Noon Till Midnight" - Videoclip

## Classifiche
| Classifica (2006) | Posizione massima |
| ----------------- | ----------------- |
| Austria           | 74                |
| Germania          | 84                |
| Svizzera          | 98                |